# Джефферсон (округ, Кентуккі)
Шаблон:StateAbbr_ 38°11′ пн. ш. 85°40′ зх. д. / 38.19° пн. ш. 85.66° зх. д.
Округ Джефферсон (англ. Jefferson County) — округ (графство) у штаті Кентуккі, США. Ідентифікатор округу 21111.

## Історія
Округ утворений 1780 року.

## Демографія
За даними перепису
2000 року
загальне населення округу становило 693604 осіб, зокрема міського населення було 680761, а сільського — 12843.
Серед мешканців округу чоловіків було 331599, а жінок — 362005. В окрузі було 287012 домогосподарства, 182971 родин, які мешкали в 305835 будинках.
Середній розмір родини становив 2,97.
Віковий розподіл населення поданий у таблиці:
| Стать    | До 15 років | 15-21 | 22-29 | 30-39 | 40-49 | 50-65 | 65-85 | Понад 85 |
| -------- | ----------- | ----- | ----- | ----- | ----- | ----- | ----- | -------- |
| Чоловіки | 72333       | 31379 | 37131 | 51684 | 53026 | 49641 | 33713 | 2692     |
| Жінки    | 68662       | 31086 | 38766 | 53125 | 56741 | 56048 | 49416 | 8161     |

## Суміжні округи
- Кларк, Індіана — північ
- Олдем — північний схід
- Шелбі — схід
- Спенсер — південний схід
- Буллітт — південь
- Гардін — південний захід
- Гаррісон, Індіана — захід
- Флойд, Індіана — північний захід

## Виноски
1. ↑  U.S. Decennial Census. United States Census Bureau. Архів оригіналу за 26 квітня 2015. Процитовано 16 серпня 2014.
2. ↑  Historical Census Browser. University of Virginia Library. Архів оригіналу за 11 серпня 2012. Процитовано 16 серпня 2014.
3. ↑  Population of Counties by Decennial Census: 1900 to 1990. United States Census Bureau. Архів оригіналу за 13 жовтня 2014. Процитовано 16 серпня 2014.
4. ↑  Census 2000 PHC-T-4. Ranking Tables for Counties: 1990 and 2000 (PDF). United States Census Bureau. Архів оригіналу (PDF) за 18 грудня 2014. Процитовано 16 серпня 2014.
5. ↑  State & County QuickFacts. United States Census Bureau. Архів оригіналу за 6 червня 2011. Процитовано 8 березня 2014.(англ.) Наведено за англійською вікіпедією.
6. ↑  American FactFinder. Бюро перепису населення США. Архів оригіналу за 21 травня 2008. Процитовано 31 січня 2008.

| США | Це незавершена стаття з географії США. Ви можете допомогти проєкту, виправивши або дописавши її. |